# Jósvafő
Jósvafő is een plaats (község) en gemeente in het Hongaarse comitaat Borsod-Abaúj-Zemplén. Jósvafő telt 322 inwoners (2001).